# Pteraeolidia semperi
Espèce
Synonymes
- Flabellina scolopendrella Risbec, 1928[1] [2]
- Flabellina semperi Bergh, 1870[1] [2]

Pteraeolidia semperi est une espèce de nudibranches éolidiens de la famille des Facelinidae.

## Description
Cette espèce peut mesurer jusqu'à 15 cm.
Le corps est très allongé, fin et tubulaire, sa teinte est très variable et est directement liée aux zooxanthelles présents dans les nombreux cérates. Cependant, il est souvent bleu-mauve à beige clair, avec des marques latérales. Les juvéniles sont généralement blancs tant qu'ils n'ont pas encore acquis de zooxanthelles.
Le corps est couvert de cérates relativement courts, étroits et répartis symétriquement le long du corps en touffes doubles afin d'optimiser le processus de photosynthèse de ses hôtes internes. Ceux-ci peuvent être allongés et comme échevelés, ou recourbés vers l'arrière.
Les rhinophore sont lamellés et leur extrémité apicale est en pointe, et les tentacules buccaux portent trois bandes violettes ou plus, les deux plus proches de la tête pouvant être fusionnées. La tête porte des marques blanches, notamment devant les rhinophores. 

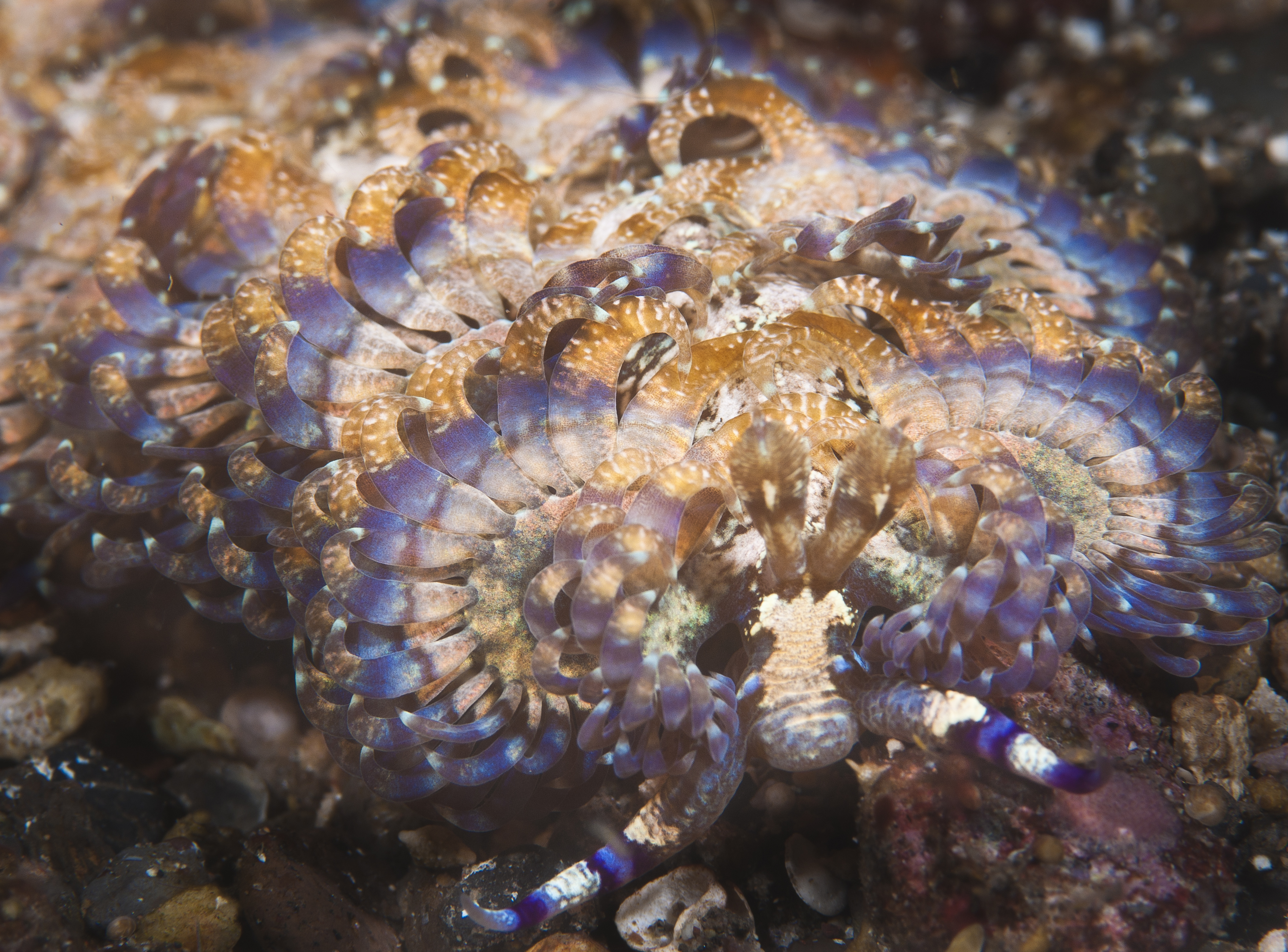
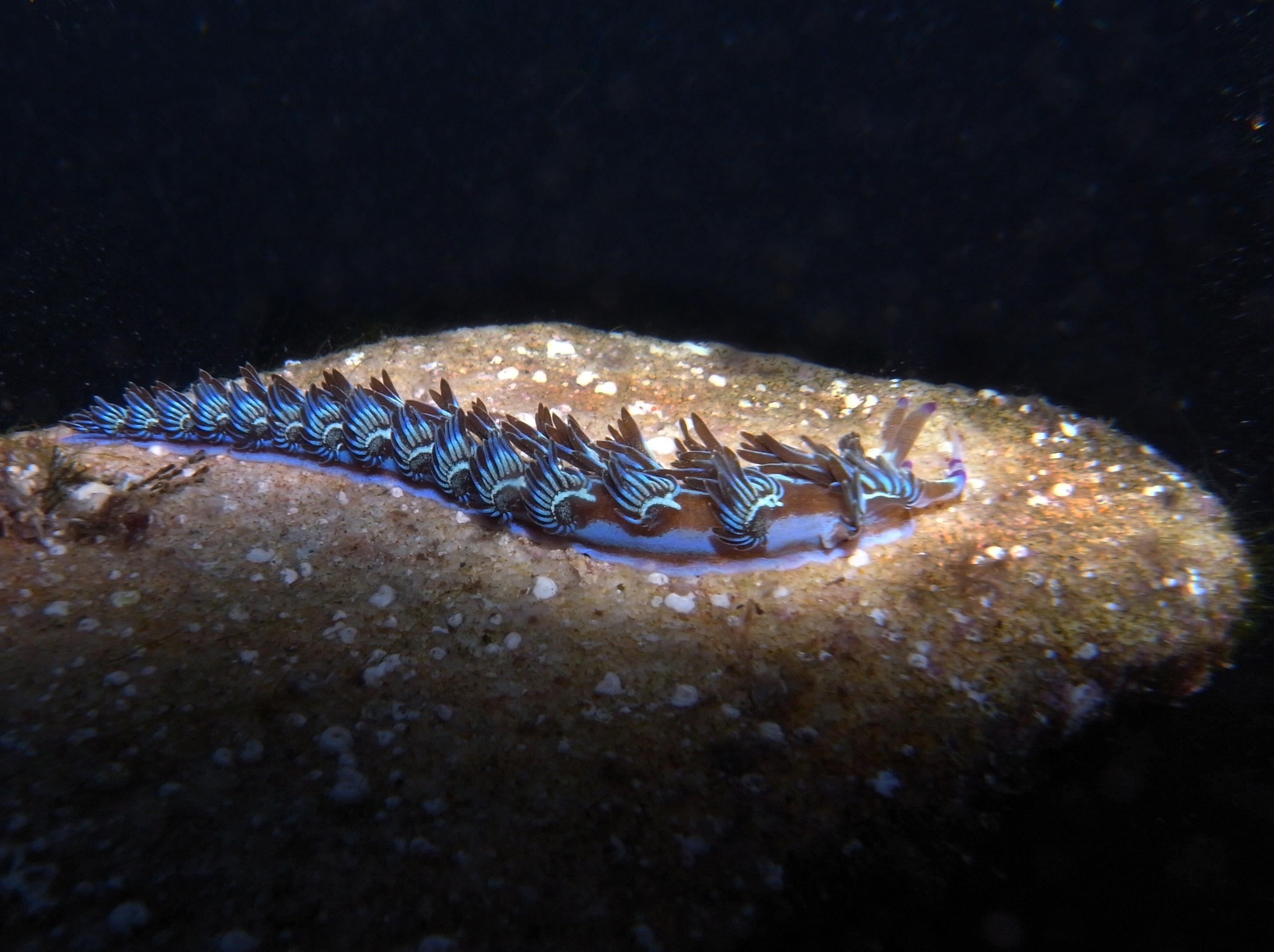
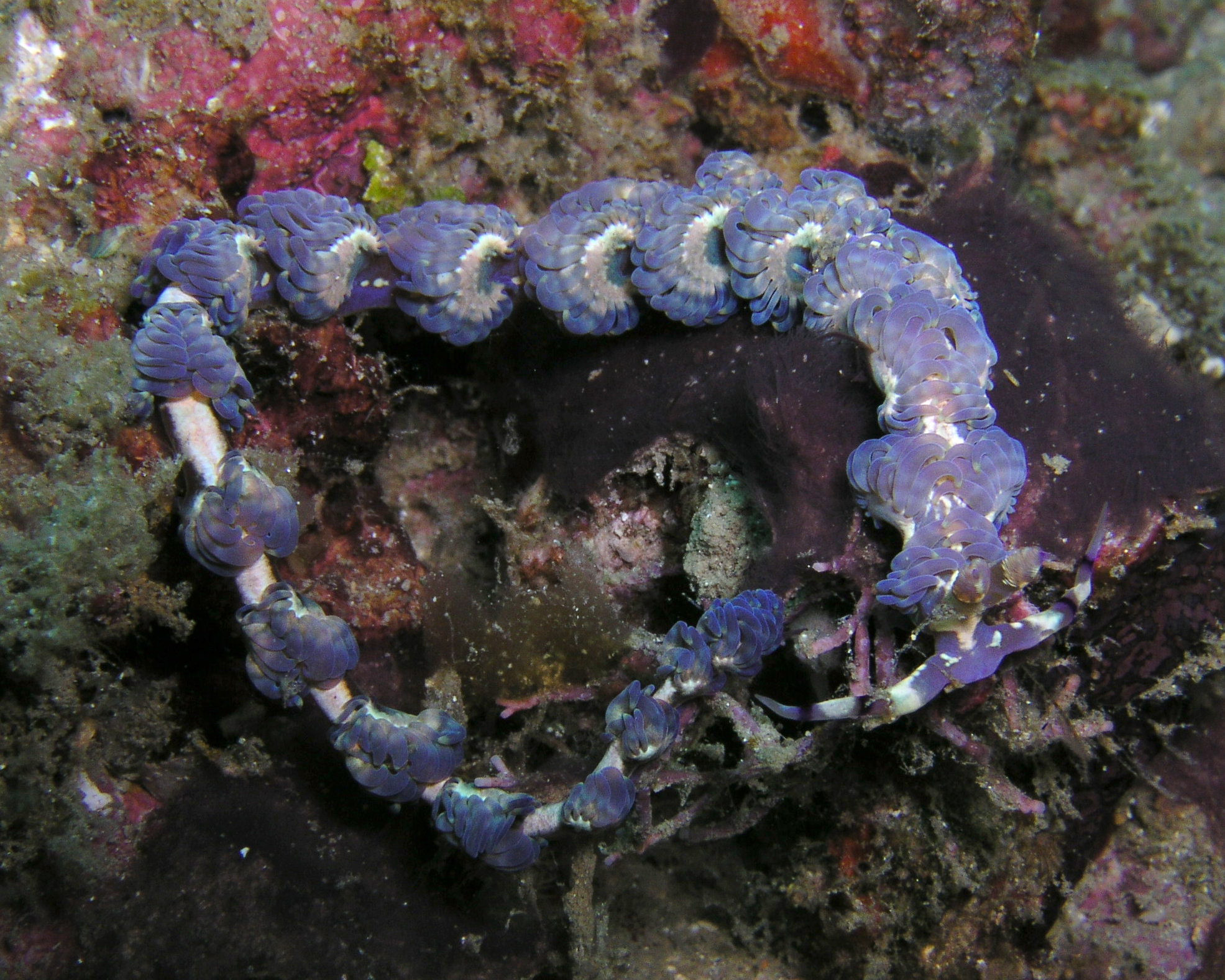
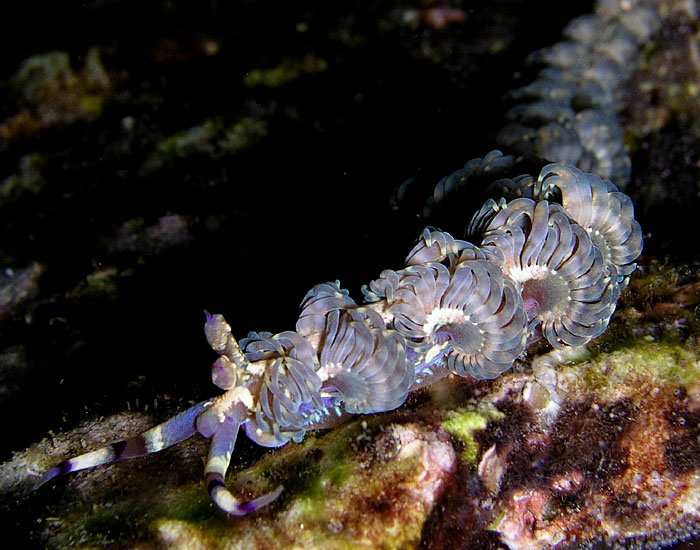

Ce genre compte deux autres espèces : Pteraeolidia ianthina dans le sud-est de l'Australie, et Pteraeolidia scolopendrella dont le statut est encore incertain (ce nom ne doit pas être utilisé en attendant une confirmation scientifique de sa validité). 

## Distribution
Cette espèce se rencontre dans le secteur Indo/Ouest-Pacifique en zone tropicale et subtropicale, de la mer Rouge à Hawaï.

## Habitat
Son habitat correspond à la zone récifale sur les pentes externes et les platiers jusqu'à 30 m de profondeur.

## Éthologie
Ce Pteraeolidia est benthique et diurne.

## Alimentation
Pteraeolidia semperi se nourrit principalement d'un hydraire solitaire, Ralpharia.
La particularité de cette famille est leur relation symbiotique avec des zooxanthelles (algues unicellulaires) prélevées via leur mode alimentaire et conservées dans leurs glandes digestives (ce sont les taches beiges ou autre teinte visibles à la surface du corps). Une fois ingérées, ces zooxanthelles continuent à vivre, grandir, se reproduire et poursuivent leur cycle de vie via la photosynthèse dans les tissus du nudibranche lui fournissant ainsi des nutriments.